# مايكل ريدموند
مايكل ريدموند (بالإنجليزية: Michael Sean Redmond)‏ هو لاعب غو محترف ‏ أمريكي، ولد في 25 مايو 1963 في كاليفورنيا في الولايات المتحدة.